# 富士宮市立井之頭小学校
富士宮市立井之頭小学校（ふじのみやしりつ いのかしらしょうがっこう）は、静岡県富士宮市猪之頭にある公立小学校。市街から約20㎞、広大な朝霧高原の西に位置する高冷地にある。
猪之頭区の避難所に指定されている。

## 沿革
- 明治7年（1874）6月　猪之頭村遠照寺本堂を借り受け仮設する
- 明治11年（1878）5月　富士郡猪之頭村字松葉に新築する
- 明治22年（1889）10月　学区改正により、上井出尋常小学校 猪之頭分教場と改称する
- 明治25年（1892）5月　上井出村立猪之頭小学校と改称する
- 明治39年（1906）4月　上井出村立上井出尋常小学校 根原分教場を設立する
- 明治41年（1908）4月　上井出村立上井出尋常小学校 猪之頭分教場と改称する

上井出村立上井出尋常小学校 麓分教場を設立する
- 昭和16年（1941）4月　上井出村国民学校 猪之頭分教場と改称する
- 昭和17年（1942）8月　上井出村井之頭国民学校に昇格する
- 昭和22年（1947）4月　上井出村立井之頭小学校と改称する
- 昭和33年（1958）4月　富士宮市立井之頭小学校と改称する
- 昭和41年（1966）5月　校歌を制定する
- 昭和45年（1970）3月　麓分校が廃校となる
- 昭和49年（1974）8月　創立百周年記念式典を行う
- 昭和56年（1981）7月　陣馬の滝太鼓保存会が発会する
- 昭和59年（1984）1月　仲よし学校（全校宿泊行事）が始まる（現、相棒合宿）
- 昭和62年（1987）10月　全国へき地教育研究大会静岡大会研究発表会を行う
- 平成7年（1995）8月　東京都武蔵野市立井之頭小学校との交流が始まる
- 平成14年（2002）2月　富士山学習ステージ発表を行う「水の恵み豊かな猪之頭」
- 平成19年（2007）3月　富士宮市立井之頭小学校根原分校が休校となる
- 平成19年（2007）7月　熱海市立初島小学校との交流が始まる
- 平成31年（2019）4月　「富士宮の魅力ある学校づくり（小規模校連携事業の推進）」の研究指定校となる
- 令和2年（2020）4月　「富士宮の魅力ある学校づくり（小規模校連携事業の推進）」の研究指定校となる
- 令和3年（2021）4月　「富士宮の魅力ある学校づくり（一人一台パソコンの効果的な活用及び保護者向け文書のデジタル化 の推進）」の研究指定校となる

## 児童数
| 年度                | 児童総数 | 1年生 | 2年生 | 3年生 | 4年生 | 5年生 | 6年生 |
| ------------------- | -------- | ----- | ----- | ----- | ----- | ----- | ----- |
| 令和6年度（2024年） | 47人     | 7人   | 9人   | 11人  | 3人   | 10人  | 7人   |

## 通学区域
猪之頭区、麓区、富士丘区、根原区

## 進学先中学校
- 富士宮市立井之頭中学校